# Deutsche Arbeiterpartei
Det tyske Arbejderparti (Deutsche Arbeiterpartei – DAP) var forløberpartiet for Det nationalsocialistiske tyske Arbejderparti (NSDAP) og blev stiftet af Anton Drexler og Karl Harrer den 5. januar 1919 i München. Impulsen til stiftelsen fik Drexler fra sin mentor dr. Paul Tafel, ledende funktionær for Det altyske Forbund, bestyrelsesmedlem for MAN AG (Maschinenfabrik Augsburg-Nürnberg) og bestyrelsesmedlem i Det bayerske Industrialistforbund. Karl Harrer fik til opgave at grundlægge Thuleselskabet – Et tidligt medlem var samfundsideologen Gottfried Feder. 
Navneændringen fra DAP til NSDAP fandt sted den 24. februar 1920 i Münchens Hofbräuhaus.
Det tyske Arbejderpartis medlemmer begyndte med nummer 500 for at give indtryk af en større tilhængerskare, end det faktisk havde. Adolf Hitler, partiets propagandaleder og senere formand, havde medlemsnummer 555.
Adolf Hitler var sendt til DAP af sin foresatte Karl Mayr, chefen for informationsafdelingen for Rigsværnegruppekommando 4 i München for at gøre DAP til et nationalt arbejderparti med en bredere appel i befolkningen. 
I september 1920 skrev Mayr i et brev til Wolfgang Kapp: 
"Det nationale arbejderparti skal være basis for den stærke stødtrop, som vi håber på. Dets program er rigtig nok fremdeles noget ubehjælpsomt og måske også mangelfuldt. Vi vil fuldstændiggøre det. Men det er sikkert, at vi under denne fane allerede har vundet ret mange tilhængere. Siden juli i fjor har jeg, så vidt det er mig muligt, arbejdet på at få styrket bevægelsen. […] Jeg har fået stablet nogle meget dygtige unge mennesker på benene. En herr Hitler er f.eks. blevet en betydende kraft, en folketaler af første rang.»
Hitler var med til at udforme DAPs partiprogram, og det indeholdt bl.a. elementer som afvisning af Versaillestraktaten, sammenslutning med Østrig og fratagelse af jødernes statsborgerskab begrundet i racemæssige kriterier. Der var også en række klassisk socialistiske programpunkter. 